# Lycée Hoche
El liceu Hoche (Lycée Hoche) és un establiment públic francès d'educació secundària i superior, ubicat a 73, avenue de Saint-Cloud al districte de Notre-Dame de Versalles, a Yvelines. Escola secundària napoleònica creada el 1803, va ser nomenada Lycée Hoche el 1888 en homenatge a Lazare Hoche, un general francès nascut a Versalles. La capella està catalogada com a monument històric des de 1926, la resta dels edificis del convent estan catalogats com a monument històric des de 1969. El director actual és Guy Seguin.
És reconeguda pels seus excel·lents resultats al batxillerat i els exàmens d'ingrés a les Grans Ecoles, més particularment científiques (Ecole Normale Supérieure, Polytechnique, Mines de Paris, CentraleSupélec, École des Ponts) i comercials (HEC Paris).

## Ex-alumnes famosos
- André Chastagnol, un historiador francès especialista en literatura i epigrafia llatines